# پروانه گینه‌نویی
پروانه گینه‌نویی (نام علمی: Delias durai) گونه‌ای پروانه است که در تیره کاهی‌بالان و سرده هاشوربالان قرار دارد.

## زیستگاه
- پاپوآ گینه نو